# لنوکستاون
لنوکستاون (به انگلیسی: Lennoxtown) یک شهرک در اسکاتلند است که در دونبارتونشر شرقی واقع شده‌است. لنوکستاون ۳٬۷۷۳ نفر جمعیت دارد.